# AGM-114 Hellfire

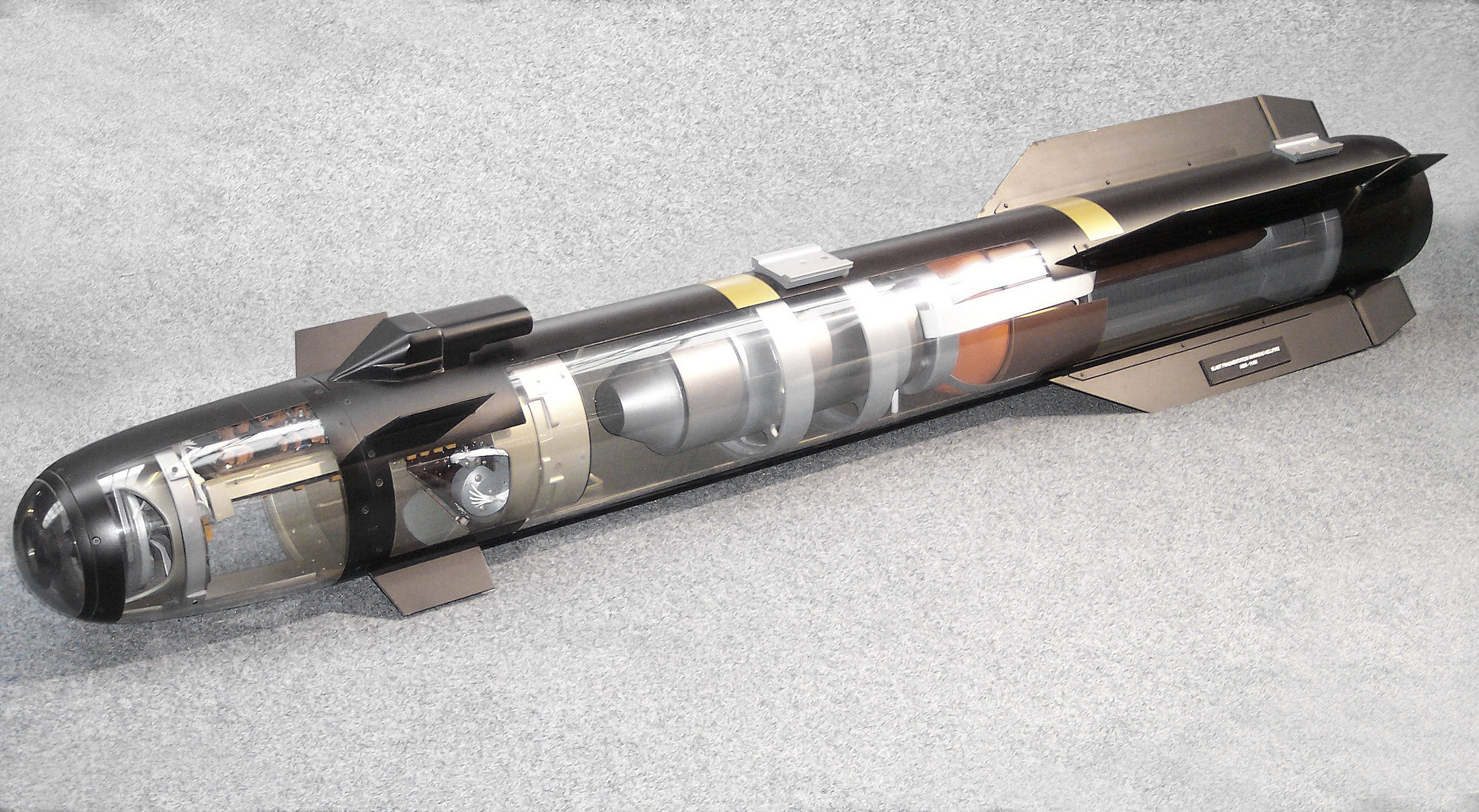
En Hellfire i genomskärning.

AGM-114 Hellfire (Helicopter launched fire-and-forget) är ett amerikanskt pansarvärnsystem som ursprungligen utvecklades för att bekämpa hårda mål (fartyg, bunkrar eller pansarfordon) men som nu används mer som en allmän markmåls- eller ytmålsrobot mot en mängd typer av mål. Bofors har utvecklat en särskild version för svenska försvaret, vilken används som sjömålsrobot under namnet Robot 17. 
AGM-114 finns i dels i en version kallad Hellfire I som togs i tjänst i mitten av 1980-talet och en uppdaterad version, Hellfire II, som togs i tjänst i mitten av 1990-talet. Dessutom finns ett antal underversioner till både Hellfire I och II där skillnaden, med ett undantag, är typen av stridsdel vilket avgör vilken typ av mål roboten är lämpad för. De tillgängliga typerna av stridsdelar är sprängsstridsdel med brandeffekt, riktad sprängverkan och termobarisk stridsdel. 
Hellfire-roboten styrs av reflektionen från en laser som belyser målet med undantag av en version, AGM-114L Longbow Hellfire, avsedd för att bekämpa pansarfordon, som är utrustad med en målsökare av millimetervågradartyp vilket gör roboten fire-and-forget-kapabel, till skillnad från alla andra versioner som kräver kontinuerlig laserbelysning under robotens hela färd till målet. Lasern kan vara monterad på den avfyrande plattformen eller riktas av en forward air controller på marken. Roboten kan avfyras antingen från marken, från en bärbar lavett eller fordonsmonterad, eller från luften, från helikopter eller obemannad luftfarkost.

## Varianter
- AGM-114A – Ursprunglig variant med pansarbrytande laddning.
- AGM-114B – Variant med röksvag motor och avståndssäkring för användning från fartyg.
- AGM-114C – AGM-114A med samma motor som AGM-114B.
- AGM-114F – Robot med tandemladdning.
- AGM-114K – AGM-114F med avståndssäkring och förbättrad elektronik.
- AGM-114L – Robot med millimetervågsradar.
- AGM-114M – Robot med splitterladdning.
- AGM-114N – Robot med termobarisk laddning.
- AGM-114P – AGM-114K modifierad för att bäras av UAV:er.
- ATM-114Q – Övningsrobot baserad på AGM-114N.
- ATM-114S – Övningsrobot baserad på AGM-114K.

## Användare
- Australien
- Egypten
- Frankrike
- Grekland
- Indien
- Indonesien
- Irak
- Israel
- Italien
- Jordanien
- Japan
- Kuwait
- Libanon[1]
- Nederländerna
- Norge
- Pakistan
- Qatar
- Sydkorea
- Saudiarabien
- Singapore
- Spanien
- Sverige
- Taiwan
- Tunisien[2]
- Turkiet
- Förenade arabemiraten
- Storbritannien
- USA